# Município de Liberty (condado de Crawford, Ohio)
O município de Liberty (em inglês: Liberty Township) é um município localizado no condado de Crawford no estado estadounidense de Ohio. No ano de 2010 tinha uma população de 1.369 habitantes e uma densidade populacional de 16,17 pessoas por km².

## Geografia
O município de Liberty encontra-se localizado nas coordenadas 40° 52′ 03″ N, 82° 54′ 38″ O. Segundo a Departamento do Censo dos Estados Unidos, o município tem uma superfície total de 84.65 km², da qual 83,78 km² correspondem a terra firme e (1,04 %) 0,88 km² é água.

## Demografia
Segundo o censo de 2010, tinha 1.369 habitantes residindo no município de Liberty. A densidade populacional era de 16,17 hab./km². Dos 1.369 habitantes, o município de Liberty estava composto pelo 98,98 % brancos, o 0,29 % eram afroamericanos, o 0,15 % eram amerindios, o 0,07 % eram insulares do Pacífico e o 0,51 % eram de uma mistura de raças. Do total da população o 0,15 % eram hispanos ou latinos de qualquer raça.